# Талкотт Парсонс
Талкотт Парсонс (англ. Talcott Parsons; 13 грудня 1902, Колорадо-Спрінгс — 6 травня 1979, Мюнхен) — американський соціолог, лідер напрямку структурного функціоналізму, один із засновників соціальної антропології та теоретичної соціології.

## Біографія
Освіту отримав у Емгерстському коледжі, Лондонскій школі економіки, Гейдельбергскому університеті. У 1926 захистив дисертацію, присвячену розвитку поняття капіталізм у німецькій соціології (зокрема в працях Макса Вебера та Зомбарта). З 1927 року викладав соціологію та економічну теорію в Гарвардському університеті, де заснував школу теоретичної соціології (Гарвардська соціологічна школа). У 1949 році обирався президентом Американської соціологічної асоціації.

### Родина
Його батько служив у Єльській семінарії і був посвячений у сан конгрегаціоналістської церкви. У день народження Талкотта Едвард Парсонс був викладачем англійської в Колорадському коледжі та віце-президентом цього коледжу. Батька Талкотт Парсонса можна охарактеризувати як ліберала як у теологічних, так і в соціально-політичних питаннях. Водночас без жодного натяку на ортодоксальність, це була родина яка була глибоко занурена у пуританську та кальвіністську традиції.
Родина Парсонсів є однією із найдавніших у американській історії, їхні пращури були одними з перших, хто прибув з Англії у першій половині 17 століття.

### Навчання
В Емгерстському коледжі Талкот вивчав біологію та філософію, з початку він тяжів до медичної кар'єри, на яку його надихав старший брат Чарльз Едвард Парсонс. Окрім власних курсів, де він був одним з перших, він також відвідував заняття з філософії з Волтоном Гамільтоном та Кларенс Ейрс, які відомі завдяки ідеям інституціоналізму в економічній теорії. Ще студентом Парсонс написав дві роботи, які привернули увагу до його поглядів, що значно відрізнялися від того, що викладали адепти інституціоналізму: «Теорія людської поведінки в індивідуальному та соціальному аспектах» та «Біхевіористична концепція природи та моралі», зокрема Парсонс відзначав що емпірично технічний та моральний прогрес є структурно незалежними процесами.
У Лондонській школі економіки він працював разом із Річардом Генрі Тоуні, Броніславом Малиновським, потоваришував із Евансом-Прітчардом, Меєр Форт, і досить зблизився з Артуром та Евелін Бернс.
У Гельдерберзькому університеті він отримав науковий ступінь доктора соціології та економіки, в цей час він працював із братом Макса Вебера Альфредом, Карлом Мангеймом, здавав екзамен Карлу Ясперсу.
Найбільший вплив на нього мали роботи Макса Вебера, з якими він не зустрічався до того. Саме тоді Парсонс вирішив зробити переклад праць Вебера англійською мовою.
Після року викладання у рідному коледжі Парсонс вступив у Гарвард на посаду викладача у департаменті економіки. Окрім економічних дисциплін Парсонс викладав соціальну етику та соціологію релігії. Саме Талкотт став засновником департаменту соціології.